# 740

## Hlavy států
- Papež – Řehoř III. (731–741)
- Byzantská říše – Leon III. Syrský
- Franská říše – Karel Martel (majordomus) (718–741)
- Anglie
  - Wessex – Æthelheard » Cuthred
  - Essex – Saelred
  - Mercie – Æthelbald
- První bulharská říše – Sevar